# MindsEye
MindsEye é um jogo de ação e aventura de 2025 desenvolvido pela Build a Rocket Boy e publicado pela IO Interactive. O jogo foi lançado para PlayStation 5, Windows e Xbox Series X/S em 10 de junho de 2025.

## Jogabilidade
MindsEye é um jogo de ação e aventura linear em terceira pessoa, embora tenha um mundo de "caneta falsa", semelhante ao Mafia: Definitive Edition. Redrock City serviu como a principal área de jogo do jogo. Como parte do sistema de criação de jogos Everywhere, os jogadores podem adicionar conteúdo gerado pelo usuário ao mundo MindsEye e criar conteúdo usando as ferramentas Everywhere, com o diretor associado do jogo, Adam Whiting, comparando o jogo a servidores personalizados de Minecraft. Os recursos do MindsEye também podem ser usados em outros aspectos do Everywhere.

## Premissa
No jogo, o jogador assume o controle de Jacob Diaz (Alex Hernandez), um ex-soldado com um misterioso implante neural, conhecido como MindsEye. Sofrendo de perda de memória e flashbacks, ele segue em direção à fictícia metrópole desértica de Redrock, onde pretende descobrir os segredos por trás deste implante.

## Desenvolvimento
O MindsEye foi desenvolvido pela Build a Rocket Boy, um estúdio sediado em Edimburgo, Escócia. Leslie Benzies, conhecido por seu trabalho nos jogos Grand Theft Auto, atuou como diretor do jogo. O jogo foi criado como uma prova de conceito para o Everywhere, uma ferramenta de criação de jogos. Ele foi idealizado como uma experiência premium desenvolvida inteiramente dentro da plataforma gratuita Everywhere. Em 2023, foi revelado pela equipe que MindsEye será um jogo episódico. Cada episódio de MindsEye é ambientado em "diferentes períodos de tempo e partes do universo", embora os episódios sejam conectados por uma narrativa abrangente. MindsEye foi descrito pela equipe como um jogo focado em história cinematográfica, que dura cerca de 20 horas. A narrativa explora temas como inteligência artificial, tecnologia, ganância e corrupção.

## Lançamento
MindsEye foi provocado pela primeira vez no final do teaser Everywhere na Gamescom 2022. Um teaser completo do jogo foi lançado em 23 de março de 2023. Em 16 de outubro de 2024, foi anunciado que a IO Interactive, desenvolvedora por trás da série Hitman, publicaria o jogo. O jogo estava programado para ser lançado para PlayStation 5, Windows e Xbox Series X/S em 10 de junho de 2025.